# 伊万尼夫卡 (彼得里夫卡长老区)
伊万尼夫卡（烏克蘭語：Іванівка），是烏克蘭東部哈爾科夫州庫普揚斯克區舍夫琴科韦市镇彼得里夫卡长老区的村落。始建於1821年，面積1.2平方公里，海拔高度120米，2001年人口91。